# Marlierea
Marlierea är ett släkte av myrtenväxter. Marlierea ingår i familjen myrtenväxter.

## Bildgalleri

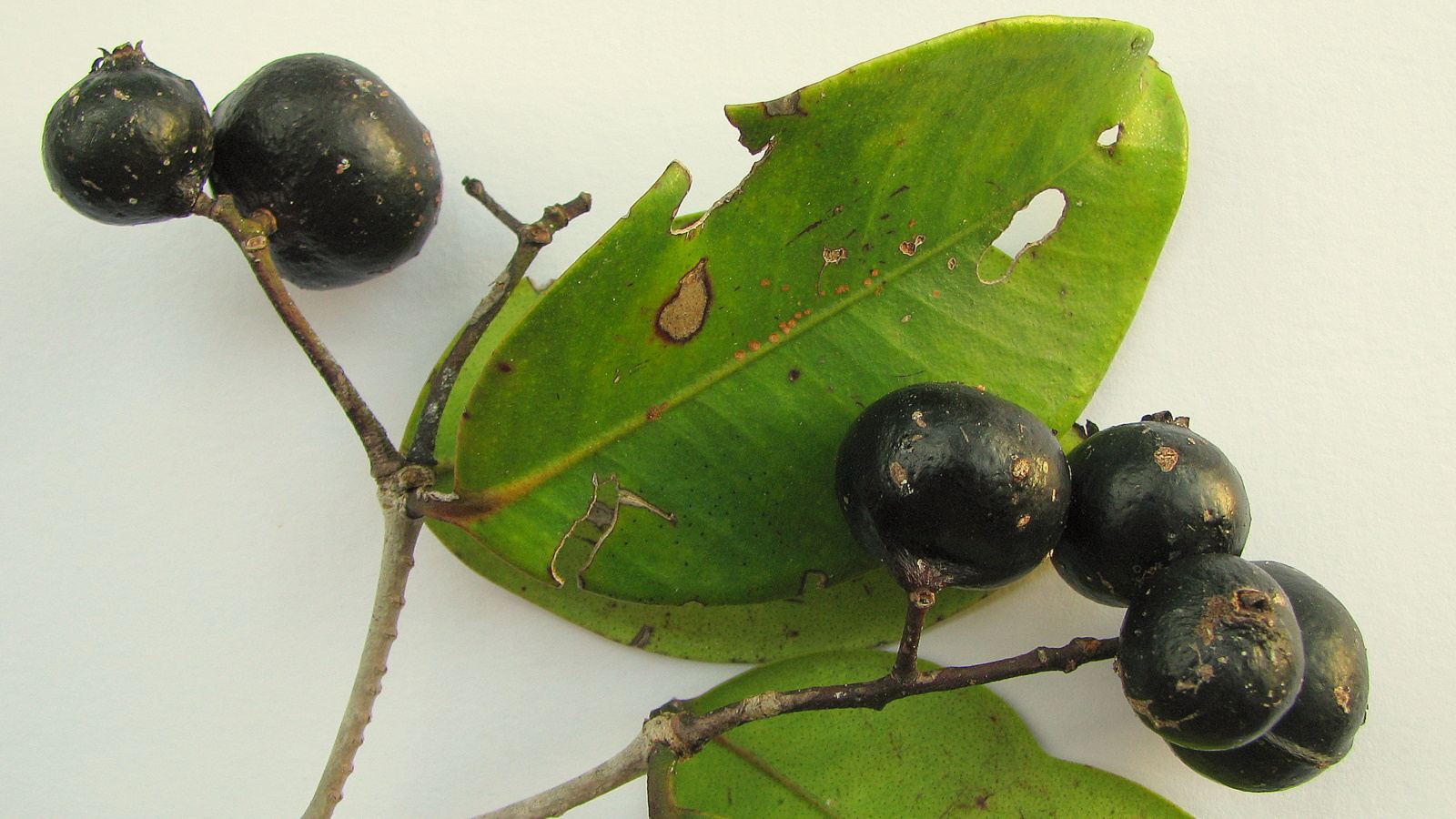

## Dottertaxa tillMarlierea, i alfabetisk ordning[1]
- Marlierea acuminatissima
- Marlierea angustifolia
- Marlierea antonia
- Marlierea areolata
- Marlierea bipennis
- Marlierea biptera
- Marlierea buxifolia
- Marlierea caesariata
- Marlierea cana
- Marlierea capitata
- Marlierea caudata
- Marlierea choriophylla
- Marlierea clausseniana
- Marlierea convexivenia
- Marlierea cordata
- Marlierea cuprea
- Marlierea dimorpha
- Marlierea ensiformis
- Marlierea estrellensis
- Marlierea eugenioides
- Marlierea eugeniopsoides
- Marlierea excoriata
- Marlierea ferruginea
- Marlierea foveolata
- Marlierea gardneriana
- Marlierea gaudichaudiana
- Marlierea glabra
- Marlierea glazioviana
- Marlierea guanabarina
- Marlierea guildingiana
- Marlierea imperfecta
- Marlierea insignis
- Marlierea involucrata
- Marlierea karuaiensis
- Marlierea krapovickae
- Marlierea laevigata
- Marlierea langsdorffii
- Marlierea leal-costae
- Marlierea ligustrina
- Marlierea lituatinervia
- Marlierea luschnathiana
- Marlierea macrophylla
- Marlierea maguirei
- Marlierea martinellii
- Marlierea mcvaughii
- Marlierea mesoamericana
- Marlierea montana
- Marlierea multiglomerata
- Marlierea neuwiedeana
- Marlierea obscura
- Marlierea obversa
- Marlierea occhionii
- Marlierea parvifolia
- Marlierea polygama
- Marlierea pudica
- Marlierea racemosa
- Marlierea regeliana
- Marlierea reitzii
- Marlierea resupinata
- Marlierea riedeliana
- Marlierea rubiginosa
- Marlierea rufa
- Marlierea rugosior
- Marlierea salticola
- Marlierea schomburgkiana
- Marlierea schottii
- Marlierea scytophylla
- Marlierea sessiliflora
- Marlierea silvestris
- Marlierea sintenisii
- Marlierea skortzoviana
- Marlierea spruceana
- Marlierea suaveolens
- Marlierea subacuminata
- Marlierea subcordata
- Marlierea suborbicularis
- Marlierea subulata
- Marlierea sucrei
- Marlierea summa
- Marlierea sylvatica
- Marlierea teuscheriana
- Marlierea tomentosa
- Marlierea tovarensis
- Marlierea umbraticola
- Marlierea uniflora
- Marlierea velutina
- Marlierea ventuarensis
- Marlierea verticillaris
- Marlierea vicina
- Marlierea villas-boasii